# Municipio de Nassau
El municipio de Nassau (en inglés: Nassau Township) es un municipio ubicado en el condado de Sioux en el estado estadounidense de Iowa. En el año 2010 tenía una población de 2058 habitantes y una densidad poblacional de 21,95 personas por km².

## Geografía
El municipio de Nassau se encuentra ubicado en las coordenadas 42°57′43″N 96°1′49″O / 42.96194, -96.03028. Según la Oficina del Censo de los Estados Unidos, el municipio tiene una superficie total de 93.77 km², de la cual 93,73 km² corresponden a tierra firme y (0,04 %) 0,04 km² es agua.

## Demografía
Según el censo de 2010, había 2058 personas residiendo en el municipio de Nassau. La densidad de población era de 21,95 hab./km². De los 2058 habitantes, el municipio de Nassau estaba compuesto por el 94,17 % blancos, el 0,44 % eran afroamericanos, el 0,29 % eran amerindios, el 0,97 % eran asiáticos, el 3,16 % eran de otras razas y el 0,97 % eran de una mezcla de razas. Del total de la población el 5,49 % eran hispanos o latinos de cualquier raza.